# Lepista caespitosa
Lepista caespitosa (Bres.) Singer, Lilloa 22: 192 (1951)
La Lepista caespitosa è un fungo cespitoso autunnale abbastanza comune.

Vi sono pareri discordanti circa le qualità organolettiche di questa specie, in quanto da giovane possiede un sapore farinaceo molto gradevole che diventa mediocre oppure piuttosto sgradevole non appena il fungo inizia a crescere e svilupparsi; l'odore diventa progressivamente di farina rancida, penetrante, facilmente percepibile anche a distanza di svariati metri.

Per tale motivo si raccomanda di non raccogliere esemplari troppo vecchi in quanto anche pochi carpofori potrebbero pregiudicare il sapore di un misto di funghi.
Molto comune e fedele ai luoghi di crescita. I cespi ed i carpofori a volte possono raggiungere dimensioni enormi.

## Cappello
Diametro da 5 cm fino a 25, occasionalmente anche oltre; dapprima piano, poi convesso, infine depresso.

Di colore bianco-sporco oppure bruno chiaro, margine sinuoso ed occasionalmente un po' involuto.

## Lamelle
Molto fitte, adnate, fragili; facilmente asportabili dal cappello, come per tutte le Lepista.

## Gambo
Di colore bianco oppure bianco sporco, fibrilloso, cilindrico, a volte ricurvo. Spesso collegato alla base ad altri gambi in quanto la specie in questione cresce quasi sempre a cespi.

## Carne
Fragile ma di meno negli esemplari più giovani; negli esemplari più grandi o vetusti a volte può anche sbriciolarsi.
- Odore: di farina fresca negli esemplari giovani, mentre è di farina rancida in quelli cresciuti; più sgradevole in quelli molto vecchi.
- Sapore: di farina fresca, grato negli esemplari giovani; molto mediocre oppure pessimo (dolciastro ed amarognolo) in quelli troppo cresciuti o vecchi, non di rado addirittura nauseante, ripugnante.
La Lepista caespitosa var. pepata possiede un caratteristico retrogusto pepato che si attenua dopo prolungata cottura oppure prebollitura.

## Spore
Ellissoidali, verrucose. Rosate in massa.

## Habitat
Tarda estate - autunno; specie saprofita, cresce su prati e pascoli ricchi di humus oppure su fogliame marcescente. In gruppi a volte molto numerosi, quasi sempre cespitoso; a volte forma i cosiddetti "cerchi delle streghe".

## Commestibilità
Fungo commestibile avente qualità organolettiche fortemente variabili a seconda dell'età:
- Ottima da giovanissimo e buona da giovane.
- Mediocre quando è cresciuto e pertanto vivamente sconsigliato.
- Pessima quando è vecchio, da considerarsi non più edule.

Non è necessaria la prebollitura, anche se alcuni la raccomandano per una migliore resa gastronomica.

## Etimologia
Dal latino caespitosa = "attinente ai cespi", per la sua propensione a crescere quasi sempre raccolta in cespi.

## Nomi comuni
- Farinello

## Specie simili
- Di rado viene confusa con Lepista nebularis, specialmente gli esemplari più vecchi.
- Può essere scambiata con alcune specie del genere Lyophyllum per via della crescita cespitosa.
- Può essere inoltre confusa con esemplari senescenti di Leucopaxillus gentianeus.

## Sinonimi e binomi obsoleti
- Clitocybe fasciculata Bigelow & A.H. Sm.
- Rhodopaxillus caespitosus (Bres.) Singer
- Tricholoma panaeolum f. caespitosum (Bres.) Sacc., Fung. trident. 2: 48, tab. 153 (1881)
- Tricholoma panaeolum var. caespitosum Bres., Fung. trident.: 48 (1898)